# War Without End (álbum)
War Without End - en español "Guerra sin fin" - es el nombre del primer álbum de la banda de Thrash Metal, Warbringer, el cual ha sido publicado por Century Media el 5 de febrero de 2008.

## Lista de canciones
1. "Total War" - 4:30
2. "Systematic Genocide" - 3:49
3. "Dread Command" - 2:53
4. "Hell On Earth" - 3:17
5. "At The Crack Of Doom" - 3:40
6. "Beneath The Waves" - 3:50
7. "Instruments Of Torture" - 3:36
8. "Shoot To Kill" - 3:13
9. "Born Of The Ruins" - 3:47
10. "Combat Shock" - 3:50
11. "A Dead Corrent" - 3:03

## Créditos
John Kevil - Vocalista
John Laux - Guitarra
Adam Carroll - Guitarra, Voces
Andy Laux - Bajo
Ryan Bates - Batería